# باشگاه فوتبال حیدرآباد
باشگاه فوتبال حیدرآباد (انگلیسی: Hyderabad FC) یک باشگاه فوتبال حرفه‌ای هندی مستقر در حیدرآباد، تلانگانا است. این باشگاه در سوپر لیگ فوتبال هند (ISL)، بالاترین سطح فوتبال در هند، رقابت می‌کند. این باشگاه که در ۲۷ اوت ۲۰۱۹ تأسیس شد، پس از خرید سهامداران فعلی باشگاه در ۲۶ اوت ۲۰۱۹، جایگزین باشگاه فوتبال پون سیتی در ISL شد. این باشگاه اولین فصل حرفه ای خود را در اکتبر ۲۰۱۹ آغاز کرد.